# Pottawatomie County (Kansas)
Pottawatomie County is een county in de Amerikaanse staat Kansas.
De county heeft een landoppervlakte van 2.187 km² en telt 18.209 inwoners (volkstelling 2000). De hoofdplaats is Westmoreland.

## Bevolkingsontwikkeling

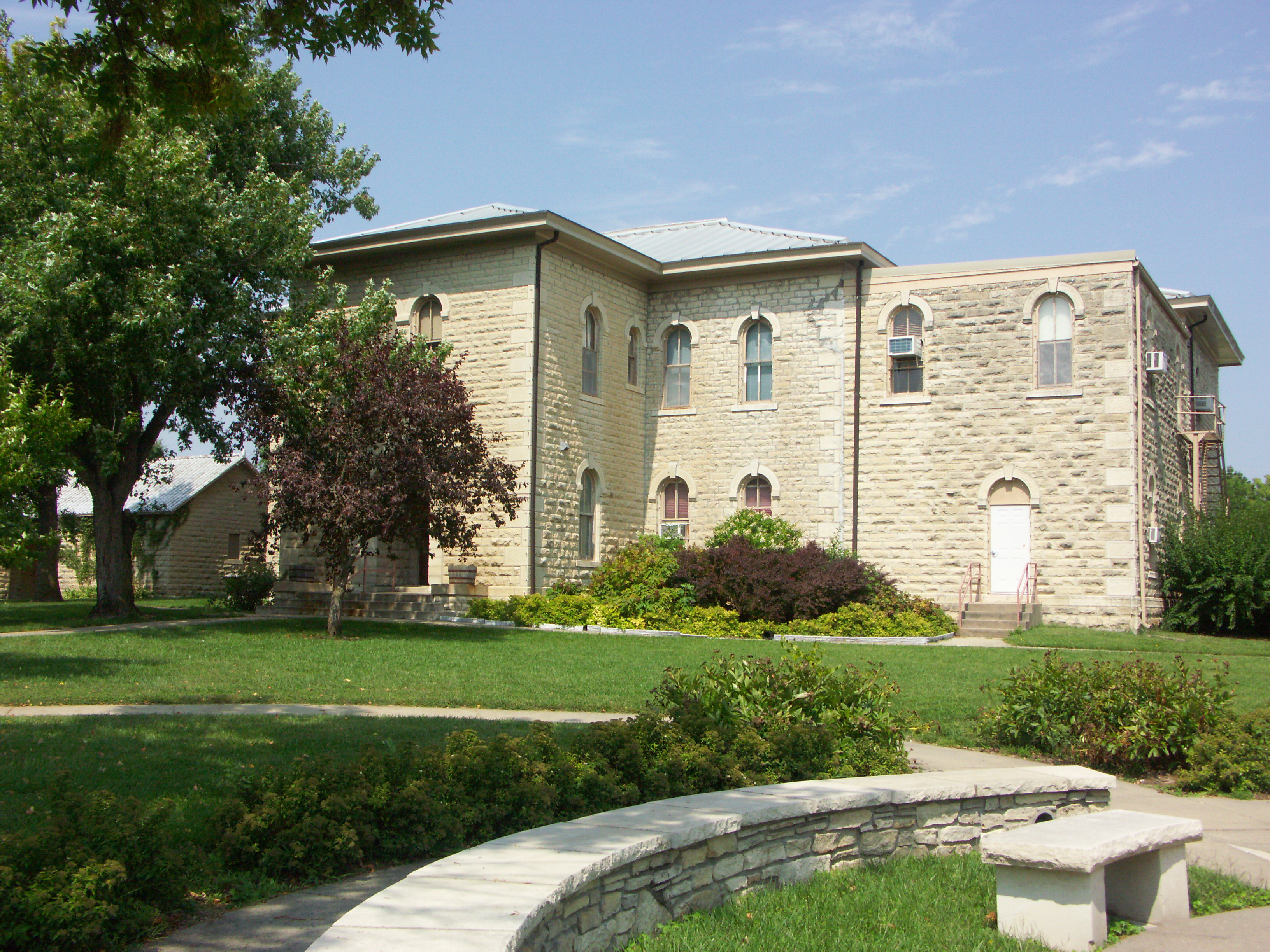
Pottawatomie County Courthouse